# Spiriti animali

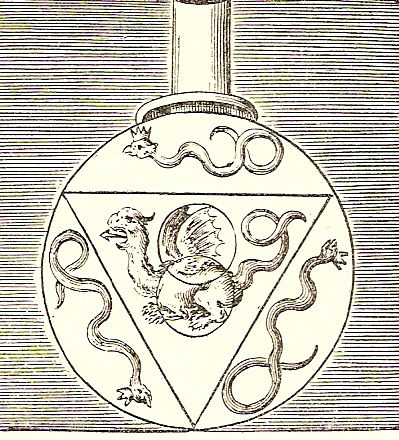
Illustrazione dal Tripus Aureus di Michael Maier (1678)

Con il termine spiriti animali si intendono quelle forze che spingono le persone ad agire, come una sorta di "carica vitale". Il termine è stato utilizzato in diversi ambiti, da quello spirituale (in particolare nelle pratiche animistiche), a quello economico.

## Uso del termine nella storia della fisiologia
Nella storia medica della neurofisiologia, gli spiriti animali indicavano quelle forze o impulsi di natura imprecisata, pensate come sostanze sottilissime, che rendevano possibile le funzioni motorie e le trasmissioni sensoriali nel corpo umano. Sul piano filosofico fungevano in un certo senso da intermediari nel tentativo di risolvere la difficile questione del rapporto dualistico tra mente e materia.

### Galeno

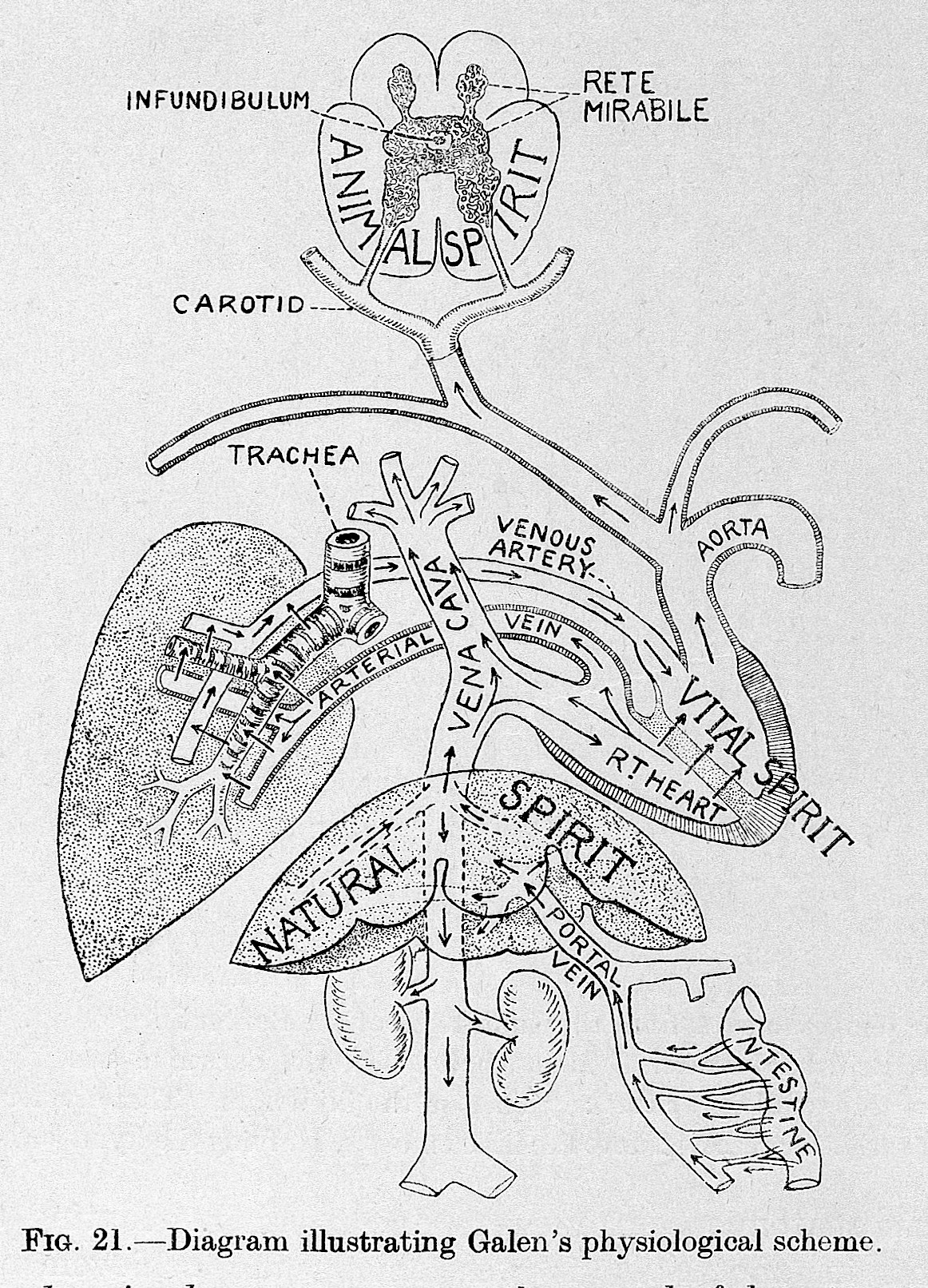
Schema della fisiologia umana secondo Galeno, con l'illustrazione della sede dei tre spiriti, naturali, vitali e animali (rispettivamente fegato, cuore e cervello)

L'introduzione del principio degli spiriti animali, che si sarebbe tramandato fino all'Ottocento, viene attribuito al medico Galeno di Pergamo, di età romana. Egli ne parlava nell'ambito della teoria umorale di derivazione ippocratica, per spiegare il ruolo svolto da tre tipologie di spiriti presenti nell'organismo umano, annoverati tra le res naturales, e da lui denominati col termine greco pneumata.
L'equilibrio o lo squilibro dei quattro umori, in grado di determinare lo stato di salute o di malattia di una persona, era stabilito secondo Galeno dall'attività di questi tre spiriti, ognuno preposto a una specifica facoltà, appetitiva, passionale e razionale, basate sulla triparizione platonica delle anime esposta nel Timeo, oppure in altri miti.
Le tre funzioni corrispondevano quindi a:
- Gli spiriti naturali, risiedenti nel fegato, che alimentavano e facevano crescere ogni parte del corpo.
- Gli spiriti vitali, provenienti dai polmoni, che andavano a risiedere nel cuore per rifornirlo di calore.
- E appunto gli spiriti animali o psichici, evolutisi da quelli vitali, che erano preposti all'attività mentale e risiedevano perciò nel cervello.[7]

A seconda di quale umore essi facessero prevalere, contribuivano a inquadrare un individuo in una delle quattro complessioni fondamentali.
Galeno situava in particolare gli pneuma psichici nei ventricoli cerebrali, da cui scorrevano poi attraverso i nervi sensoriali, tramutandosi in impulsi motori, o viceversa trasportando gli stimoli provenienti dall'esterno.

### Età scolastica
Nella filosofia scolastica medievale gli spiriti animali furono oggetto di un acceso dibattito, che basandosi sul De Anima di Aristotele assegnava all'anima il «principio motore e vitale» del corpo fisico. La discussione cercava di conciliare la psicologia di Aristotele, che aveva distinto le facoltà dell'anima in vegetativa, sensitiva e intellettiva, con quella galenica, individuando per ognuna di esse l'organo di attuazione delle sue capacità potenziali (virtutes) in relazione agli umori.
In particolare, la sede delle facoltà psichiche per Aristotele era il cuore, mentre Galeno la collocava nel cervello.
La soluzione più diffusa fu quella delle «dottrine ventricolari» che collocava le varie virtutes tutte in diverse e specifiche celle cerebrali, su cui agivano gli spiriti animali, i quali tramite i nervi trasferivano ad esempio le informazioni degli organi di senso alla sede della virtus sensitiva, oppure ricevevano ordini dalla virtus motiva per eseguire dei movimenti volontari.
Gli spiriti animali si comportavano quindi ognuno come un vero e proprio strumento (organon) al servizio dell'anima, ovvero «primum instrumentum animae» secondo la definizione di Alberto Magno.
Anche secondo Tommaso d'Aquino gli spiriti vitali e animali, che rappresentano il sostrato materiale delle passioni, sono vapori molto sottili mediante i quali i poteri dell'anima agiscono lungo tutto il corpo. Così, «i giovani, a causa del loro calore naturale, abbondano in spiriti vitali, e quindi il loro cuore è dilatato; ma dalla dilatazione del cuore dipende la tendenza verso le imprese ardue».

### Età moderna
Francesco Bacone parlava degli spiriti vitali come venti molto sottili composti di aria e di fuoco che presiedevano alle funzioni organiche, principii della vita vegetativa e della razionalità, contrapposti agli spiriti mortuali presenti invece in tutti i corpi inanimati, mentre Paracelso, allontanandosi dalla medicina galenica, assimilava piuttosto gli spiriti ad agenti (o arcani) che l'organismo assorbe dai cibi, traendone l'essenza con un processo simile alla distillazione, e da lui posti in relazione coi tre principi spagirici (zolfo, mercurio e sale).

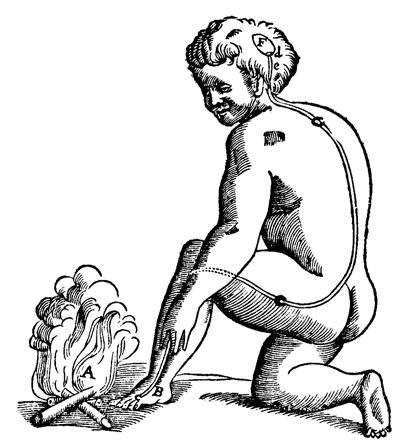
Disegno di Cartesio che illustra il percorso attraverso cui, a seguito di uno stimolo doloroso causato dal fuoco, gli spiriti animali rilasciati dal cervello inducono una contrazione dei muscoli (dal trattato Sull'uomo, 1662)

Per il resto nell'età moderna ci si cominciò a interessare più del modo in cui gli spiriti animali venivano generati, raccolti e distribuiti nell'organismo, che della loro intima natura.
Cartesio fra tutti li concepì come meri corpuscoli, di natura fluida, presenti nel liquido cerebrospinale dei ventricoli, che mettevano in comunicazione il cervello con i muscoli, innescando i movimenti del corpo tramite i nervi.
Nel tentativo di superare il problema del dualismo mente-corpo egli ricorse alla ghiandola pineale quale sede dell'anima, situata al centro dell'encefalo, da dove «si estende a tutto il resto del corpo col sussidio degli spiriti, dei nervi, e anche del sangue, che partecipando alle impressioni degli spiriti, li può condurre attraverso le arterie in tutte le membra»:
(Cartesio, Le passioni dell'anima, parte I, art. XXXIV )
Di fatto Cartesio, pur utilizzando la terminologia di Galeno, esprimeva una visione meccanicista dell'organismo, nel quale cioè gli spiriti animali («esprits animaux») assolvevano ruoli puramente funzionali e meccanici.

## Keynes, laTeoria generalee gli «spiriti animali»
Il termine è stato ripreso dall'economista inglese John Maynard Keynes nella sua opera principale, la Teoria generale dell'occupazione, dell'interesse e della moneta, per spiegare il comportamento che spinge l'individuo ad intraprendere un'iniziativa imprenditoriale trovando come motivazione prevalente disposizioni umorali, quali la sua personale intuizione e la convinzione di poter avere successo, senza necessariamente aver effettuato tutte le analisi economiche e le indagini di mercato che lo porterebbero a prendere una decisione sicuramente più razionale, ma non per questo con maggiore probabilità di successo in uno scenario futuro poco prevedibile. Questo tipo di comportamento istintivo di massa poteva in parte spiegare la crisi del '29 e le ondate di ottimismo e di pessimismo che l'avevano preceduta e seguita. Ondate che potevano essere guidate, assecondate o corrette, mediante un intervento dello Stato nell'economia, inedito per quei tempi. Da allora il deficit pubblico divenne un elemento strutturale nei bilanci di molti Paesi occidentali.
Con riferimento all'insegnamento di Keynes, George Akerlof e Robert Shiller hanno scritto, nel 2009, il saggio Spiriti animali.

## Altri usi
Con diverso significato, e in altri ambiti soprattutto animistici, il termine spirito animale è usato come sinonimo di «animale totemico», cioè per identificare uno spirito-guida dalle sembianze di un animale, che guida, aiuta, e protegge una persona o un gruppo di persone, quale è ad esempio l'alebrije messicano.